# Jan Kater

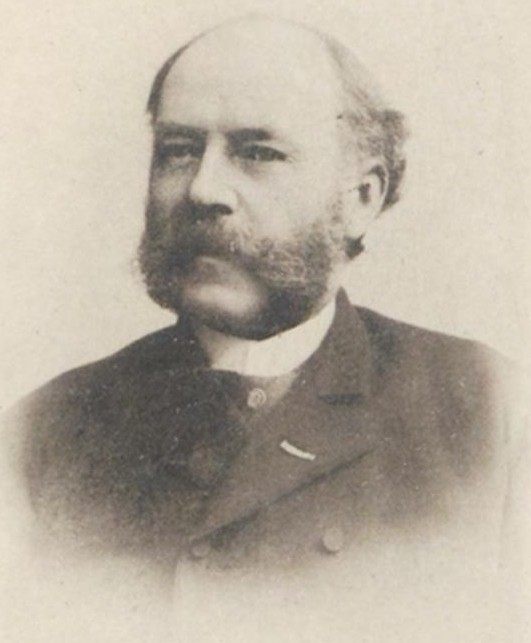
Jan Kater

Jan Kater Tzoon (Monnickendam, 9 december 1827 - Groningen, 30 augustus 1896) was een Nederlands waterbouwkundig ingenieur.

## Leven
Hij werkte, na zijn studie en promotie in 1850 aan de Koninklijke Akademie te Delft, met B.P.G. van Diggelen aan diens plan uit 1849 tot afsluiting en droogmaking van de Zuiderzee. Hij ging daarna bij de provincie Groningen werken waar hij leiding gaf aan de verbetering van diverse scheepvaartkanalen. Hij kwam in 1865 in dienst van het waterschap de Drie Zijlvesten in Appingedam en werd kort daarna belast met het maken van een plan voor realisatie van de Johannes Kerkhovenpolder. Vanaf 1861 was hij sectieingenieur bij de aanleg van de spoorlijn Harlingen - Nieuwe Schans voor de Staatsspoorwegen. Na afronding hiervan werd hij in 1862 overgeplaatst naar Zwolle waar hij het stationsemplacement heeft aangelegd. 
Met ingang van 1865 werd hij benoemd als ingenieur bij de toen opgerichte provinciale waterstaat van Groningen, waar hij tot zijn overlijden gewerkt heeft. Hij heeft daar gewerkt aan de aanleg van het Eemskanaal van Groningen naar Delfzijl (1870-1876), de afsluiting van het Reitdiep bij Zoutkamp en het verbeteren van het Hoendiep tussen Groningen en Stroobos. Ook legde hij een aantal korte kanalen bij Groningen aan: de verbinding van het Eemskanaal en het Reitdiep met het Boterdiep en het Damsterdiep. De beide laatstgenoemde kanalen werden verbreed en verdiept.
In 1876 werd hij benoemd tot hoofdingenieur. Voor zijn werkzaamheden was hij benoemd tot officier in de Orde van Oranje-Nassau.

## Familie
Hij was zoon van aannemer van de Dienst der Publieke Werken Monnickendam Tijmen Kater (Czn) en Annetje Slot. Hij is in 1856 gehuwd met notarisdochter Frederica Hoitsema Reijnders, dochter Anna trouwde met de Haarlemse architect Jacob van den Ban. Zijn kleindochter Elze van den Ban was een van de eerste vrouwen die afstudeerde als civiel ingenieur en de eerste vrouwelijke hoofdingenieur bij Rijkswaterstaat.

### Publicaties
- Staat van alle bevaarbare vaarten en kanalen met de daarin gelegen schut- en uitwateringssluizen in de provincie Groningen. Gebr. Hoisema (1896), p. 341-373.